# 牛原寛章
牛原 寛章（うしはら ひろあき、1993年1月17日 - ）は、ラグビーユニオンの選手。

## 来歴
2011年、佐賀工業高校卒業後、明治大学に入学。
2012年、U20日本代表に選ばれ、IRBジュニアワールドラグビートロフィー（後のワールドラグビーU20トロフィー）に出場。
2014年、明治大学ラグビー部の寮長に就任した。
2015年、明治大学卒業後、NTTドコモレッドハリケーンズ(現・NTTドコモレッドハリケーンズ大阪)に加入。
2016年10月1日に行われたトップウェストA第3節のユニチカ・フェニックス戦に途中出場で公式戦初出場を果たす。
2022年、豊田自動織機シャトルズ愛知に加入。
2023年、コベルコ神戸スティーラーズに加入。
2025年6月、コベルコ神戸スティーラーズを退団。